# ماتئو لانزونی
ماتئو لانزونی (انگلیسی: Matteo Lanzoni؛ زادهٔ ۱۸ ژوئیهٔ ۱۹۸۸) بازیکن فوتبال اهل ایتالیا است.
از باشگاه‌هایی که در آن بازی کرده‌است می‌توان به باشگاه فوتبال کمبریج یونایتد، باشگاه فوتبال اولدهام اتلتیک، باشگاه فوتبال یئوویل تاون، باشگاه فوتبال فوجا، باشگاه فوتبال هارتل پول یونایتد، باشگاه فوتبال باری، باشگاه فوتبال سمپدوریا، و باشگاه فوتبال کومو اشاره کرد.
وی همچنین در تیم ملی فوتبال زیر ۱۹ سال ایتالیا بازی کرده‌است.